# 哈利·波特与火焰杯
《哈利·波特与火焰杯》（英語：Harry Potter and the Goblet of Fire）是英国作家J·K·罗琳创作的一部奇幻小说。本书也是哈利·波特系列小说的第四部。书中讲述了就读于霍格沃茨魔法学校四年级的巫师哈利·波特被迫参加一场名为“三强争霸赛”的校际竞赛并见证了伏地魔的再次崛起。
小说于2000年7月8日由布鲁姆斯伯里出版社在英国出版，由学乐出版社在美国出版。这是该系列书籍首次在两个国家同时出版。这部小说于2001年获得雨果奖，是唯一一部获此殊荣的哈利·波特系列小说。该书被曾被改编成电影，于2005年11月18日在全球上映，并由美国游戏开发商艺电改编成电子游戏。

## 情节
哈利·波特在衛斯理家度过了他暑假最後的一段日子，並去看魁地奇世界杯。在魁地奇世界杯上发生了一起袭击事件。一群人在比赛結束後突然出現，攻擊一些“麻瓜”并放出了黑魔标记。这些穿着斗篷的袭击者看上去很像食死徒，即伏地魔的追随者。魔法学校霍格沃茨新学期开始时，“疯眼汉”阿拉斯托·穆迪被任命为新任黑魔法防御术教授。校长邓布利多还宣布，来自外国魔法学校布斯巴顿和德姆斯特朗的学生将抵达霍格沃茨并准备参加“三强争霸赛”。霍格沃茨主厅中放置着一个名为“火焰杯”的器物，学生们可以将自己的名字投进里面以提名自己参加比赛。尽管哈利·波特没有提名自己，但他却被神秘选中与同校学长塞德里克·迪戈里、布斯巴顿的芙蓉·德拉库尔以及德姆斯特朗的威克多·克鲁姆同场竞技。
哈利接受了《预言家日报》记者丽塔·斯基特的采访，后者写了一篇尖刻的文章，将哈利描述成一个精神失常、喜欢博眼球的人。哈利利用霍格沃茨飞路网与他的教父小天狼星·布莱克交谈，小天狼星警告哈利要提防德姆斯特朗的校长伊戈尔·卡卡洛夫，他曾是一名食死徒。小天狼星认为哈利入选这场危险的比赛与魁地奇世界杯上发生的袭击有某种联系。禁林看守海格则提醒哈利，三强争霸赛的第一个任务与一条龙有关。经穆迪提醒之后，哈利在竞赛中利用飞天扫帚飞过恶龙并完成了任务。
圣诞节临近，哈利邀请一个叫张秋的女孩参加圣诞舞会，但她接到了塞德里克的邀请。哈利和罗恩最终与双胞胎姐妹帕尔瓦蒂以及帕德玛·佩蒂尔一起参加舞会。当罗恩看到赫敏和克鲁姆一起跳舞时，他心情很郁闷。随着第二项任务的临近，哈利得知他需要从湖里救出一个对自己很重要的人。家养小精灵多比给了他鳃囊草，使他能够在水下呼吸足够长的时间，从而救出罗恩和芙蓉的妹妹加布里埃尔。哈利因勇敢而获得额外加分，并列第一。
在第三个任务中，哈利和他的竞争对手们必须穿过迷宫般的障碍才能得到三强争霸杯。哈利和塞德里克同时到达奖杯并决定一起抢夺它。然而两人在接触到奖杯后立即被带到了一片墓地，小矮星彼得在那里杀死了塞德里克并制服了哈利。他使用哈利的血液进行仪式，使伏地魔恢复肉身。当伏地魔和哈利决斗时，他们的魔杖神奇地连接在一起。这次分散注意力的行动让哈利有机会带着奖杯和塞德里克的遗体逃回霍格沃茨。
邓布利多、麦格教授和斯内普发现穆迪其实是食死徒小巴蒂·克劳奇。当他们给假穆迪灌下吐真剂后，他透露自己曾将哈利的名字放入火焰杯，帮助他完成各项任务，并确保他被带到墓地进行仪式。小克劳奇之后被交给摄魂怪，勾去了灵魂。在医院病房康复期间，哈利向塞德里克的父母讲述了发生的事情。他想将比赛奖金交给二老，但遭到了拒绝，因此他把奖金给了弗雷德和乔治·韦斯莱，以供两人开一家惡作劇商店。在塞德里克的追悼会上，邓布利多告诉霍格沃茨的学生们，伏地魔已经回来了。

## 创作
《哈利·波特与火焰杯》是哈利·波特系列的第四本书。系列的第一本小说《哈利·波特与魔法石》由布卢姆斯伯里出版社于1997年6月26日出版。第二部《哈利·波特与密室》于1998年7月2日出版。第三部《哈利·波特与阿兹卡班的囚徒》于1999年7月8日出版。《哈利·波特与火焰杯》的篇幅几乎是前三本书的两倍（平装版共有636页）。作者罗琳表示她“从一开始就知道这将是前四部作品中篇幅最大的一本”。她表示故事的结尾需要有一个“适当的铺垫”，而仓促处理“复杂的情节”可能会让读者感到困惑。她还表示，“一切都在更大的尺度上展开”，这具有象征意义，因为哈利的视野在他成长过程中无论是字面上还是隐喻上都在不断扩展。她还希望在这本书中进一步探索魔法世界。
直到2000年6月27日正式书名公布之前，这本书一直被称为《哈利·波特4》。此前，在4月，出版商曾将其标题为《哈利·波特与厄咒争霸赛》（Harry Potter and the Doomspell Tournament）。然而，J·K·罗琳在接受《娱乐周刊》采访时表达了她对本书书名的犹豫不决。“我[对书名]曾两次改变主意。暂定名已经流传出去——《哈利·波特与厄咒争霸赛》。然后我把‘厄咒’改成了‘三强争霸赛’。然后我又在《火焰杯》和《三强争霸赛》之间犹豫不决。最终我选择了《火焰杯》，因为它给人一种‘命运之杯’的感觉，而这也是这本书的主题。”
罗琳提到，在她最早期的手稿中描写了一个名叫玛法尔达（Mafalda）的韦斯莱家族远房亲戚。根据罗琳的说法，玛法尔达“是《魔法石》中提到的韦斯莱家‘做股票经纪人的二表哥’的女儿。这位股票经纪人对韦斯莱夫妇非常粗鲁无礼，但现在他和他的（麻瓜）妻子不合时宜地生下了一名女巫，于是他们回到韦斯莱家，请求韦斯莱夫妇帮助玛法尔达在霍格沃茨入学前适应魔法界生活”。在故事中，玛法尔达本应被分到斯莱特林学院，并参与丽塔·斯基特的剧情线中，但最终这一角色被作者彻底移除，因为罗琳认为“一个被困在学校的11岁女孩能发现的东西显然很有限”。罗琳认为相比之下丽塔·斯基特这一角色就会“灵活得多”。罗琳还承认，第四本书是当时最难写的，因为她在写作中途才发现删除玛马法达这个角色造成了一个巨大的情节漏洞。特别是罗琳在写第九章《黑魔标记》时遇到了困难，并多次重写了这一章。

## 主题
杰夫·詹森（Jeff Jensen）曾在2000年为《娱乐周刊》采访罗琳时指出，偏见是《哈利·波特》系列小说，尤其是《哈利·波特与火焰杯》的一个重要主题。他提到了伏地魔和他的追随者如何对麻瓜怀有偏见，以及在《火焰杯》中，赫敏如何组织一个团体来解放霍格沃茨的家养小精灵，因为这些小精灵“长期被契约奴役，对其他任何事情都失去了兴趣”。当被问及为何探索这一主题时，罗琳回答道：
因为偏见可能是我最厌恶的东西。所有形式的不宽容，‘与我不同的东西必然是邪恶的’这种想法。我真的很喜欢探讨‘差异是平等且美好的’这个理念。但还有另一个我也喜欢探讨的想法：被压迫的群体通常并不是团结一致的——不，遗憾的是，他们往往会在内部分裂，拼命斗争。这就是人性，所以你在这里看到的就是这样。这个巫师和女巫的世界，他们已经被排斥了，但在他们内部，依然形成了一个令人厌恶的等级制度。
她还表示，她并不觉得这一主题对孩子们来说太“沉重”，因为这是“很多孩子在那个年龄段开始思考的事情”之一。

## 出版与评价

### 英国/美国发行
《哈利·波特与火焰杯》是第一本美国和英国同日发行的哈利·波特系列书籍，发行日期是2000年7月8日，特意选择了星期六上架，这样孩子们就不必担心上学与购买图书相冲突。该书首次印刷总量超过500万册。该书在美国仅第一个周末就售出了300万册。联邦快递动用了9000多辆卡车和100架飞机来完成图书的配送。然而由于编辑压力，书中出现了一个错误：哈利的父亲詹姆首先从伏地魔的魔杖中显现出来；然而，正如《阿兹卡班的囚徒》中所证实的，詹姆首先死亡，所以应该是哈利的母亲先从魔杖中出现。这个错误在后来的版本中得到了更正。

#### 启动宣传
为了宣传本书，布卢姆斯伯里出版社组织了一列名为“霍格沃茨特快列车”的专列，从伦敦国王十字车站出发前往苏格兰珀斯。车上载有J·K·罗琳和一批供她签名和出售的书籍，还有布卢姆斯伯里以及新闻界的代表。这本书于2000年7月8日在国王十字车站1号站台公开发售——为了这个特殊的场合，1号站台被挂上了“9+3⁄4站台”的标志——随后列车出发。在途中，列车停靠了迪德科特铁路中心、基德明斯特、塞文河谷铁路、克鲁（过夜停靠）、曼彻斯特、布拉德福德、约克、国家铁路博物馆（过夜停靠）、纽卡斯尔以及爱丁堡，最终于7月11日抵达珀斯。该机车为西部乡村级编号34027“陶谷”号蒸汽机车，为此次巡演特别涂成了红色。巡演结束后这列火车又恢复了正常的绿色涂装（涂装费用由布鲁姆斯伯里支付）。列车车厢包括一节卧铺车，另一端连接着一台柴油机车供需要倒车时使用。此次巡演引发的媒体关注度远高于同一周末在伦敦首映的电影《托马斯和魔法铁路》。

### 评论
《哈利·波特与火焰杯》发行后，大多数评论都给予了积极评价。《每日电讯报》报道了几家英国刊物对这部小说的评论，并为小说设置了“喜欢”、“相当不错”、“还行”和“糟糕”四个等级来评分：《每日电讯报》、《周日电讯报》和《独立报·星期日版》评论为“喜欢”，《独立报》的评论为“相当不错”，《泰晤士报》的评论为“还行”。据《卫报》报道，根据多家英国和美国报纸的评论，这本书的平均评分为8.4分（满分为10分）。BookBrowse的统计，该书基于美国和英国媒体的评论，得到了"评论家共识"的评级。并且在五分制的评分中，《沙龙》、《卫报》、《伦敦泰晤士报》和《出版商周刊》的评论均为5分。
在《纽约时报书评》中，作家斯蒂芬·金表示《哈利·波特与火焰杯》“与前面的《哈利·波特》1至3部一样精彩”，并赞扬了书中的幽默和支线情节，不过他也评论道“书中也有一些令人稍感厌倦的青少年争吵......这是青少年才会做的事”。《柯克斯书评》称其为“另一个充满魔法和神秘色彩的宏大故事......情节如此流畅，以至于看起来比实际要短”。然而，他他们评论说情节有时会拖沓，尤其是在结尾处，两个“坏人”停下行动，做出长篇解释，并指出续集中要解决的问题会让“许多读者，尤其是美国读者，感到不适”。马莎·V·帕拉瓦诺（Martha V. Parravano）在《号角杂志》上给出了一篇褒贬不一的评价，她表示“有些人会觉得它内容广泛、文笔引人入胜且扣人心弦；而另一些人则觉得它冗长、散漫，并且充满了繁复的副词”。《出版人周刊》的评论称赞了这本书的“误导性线索、巧妙的线索和令人难以捉摸的转折，让最细心的读者也放下戒备”，并说这“可能是她（罗琳）迄今为止最惊险刺激的一部作品。”琼·阿科切拉在《纽约客》上撰文指出，“前几部小说如闪电般快速，而这部的节奏较慢，能量更分散。同时，语气也变得更加严峻。”
美国有线电视新闻网的克里斯汀·莱默曼（Kristin Lemmerman）表示，《哈利·波特与火焰杯》这本书算不上伟大的文学作品：“她的文笔更像典型的沙滩小说，开头对新读者来说包含了过多的剧情回顾而没有仔细介绍人物，不过罗琳很快就回到正题，为读者引入了一大批刻画精美的新角色。”查尔斯·泰勒（Charles Taylor）在Salon.com上撰文，对这部小说中情绪的变化和人物的发展给予了总体积极的评价。《娱乐周刊》的评论员克里斯汀·鲍德温（Kristen Baldwin）给予《火焰杯》评分为A−，称赞了角色的发展以及书中所呈现的众多主题。不过，她也担心令人震撼的高潮部分可能会成为年轻读者的“噩梦工厂”。
2012年，《哈利·波特与火焰杯》在《学校图书馆杂志》评选的100部最佳儿童小说中排名第98位。

### 奖项和荣誉
《哈利·波特与火焰杯》获得了多个奖项，其中就包括2001年的雨果奖最佳小说奖。2002年，本书继《魔法石》和《阿兹卡班的囚徒》之后获得的第三届印度画笔图书奖。这部小说还获得了奥本海姆玩具组合白金奖评选其为最佳书籍之一，称其“比前三本书更加紧张”。在2003年英國廣播公司「大閱讀」活動票選出的最受英國民眾喜愛百本小說中，《哈利·波特与火焰杯》得到5.5萬張選票，位居第五名，排在《魔戒》、《傲慢與偏見》、《黑暗元素三部曲》和《银河系漫游指南系列》之後。此外，《娱乐周刊》将《火焰杯》列为“新经典：书籍——1983至2008年最佳100本读物”榜单中的第二名。2019年，《卫报》将《哈利·波特与火焰杯》列为21世纪100本最佳书籍中的第97名。

## 改编

### 电影
《哈利·波特与火焰杯》的改编电影于2005年11月18日在全球上映，该片由迈克·纽维尔执导，史蒂夫·克洛夫斯编剧。该片首映周末票房收入1.027亿美元，最终全球票房收入达到8.96亿美元。该片还获得了第78届奥斯卡金像奖最佳艺术指导奖提名。

### 电子游戏
《哈利·波特与火焰杯》被美国电子游戏开发商艺电制作成适用于Microsoft Windows、PlayStation 2、Nintendo DS、GameCube、Xbox、Game Boy Advance和PlayStation Portable等平台的电子游戏。游戏在同名电影上映前上架发行。

## 拓展阅读
- Laurence, Charles. . The Daily Telegraph. 2002-12-29. （原始内容存档于2022-01-11） （英语）.